# 横山虎雄
横山 虎雄（よこやま とらお、1889年 - 1953年）は渋沢氏出身の建築家。横山久太郎の婿養子となり、日本近代製鉄の礎を築いた釜石製鉄所で第3代所長を務めた。

## 生涯
埼玉県の八基村血洗島で六代・渋沢宗助（長忠）の二男、渋沢虎雄として生まれる。生家である東ノ家（ひがしんち）は渋沢一族の中でも特に栄えており、養蚕や生糸の貿易で巨万の富を築いていたが、父・長忠は放蕩に明け暮れ地元にも帰らず、財産の大半を一代で失ってしまったとされる。虎雄は1906年（明治39年）に東京府立第一中学校を卒業し、進学した岡山県の第六高等学校では庭球部に所属。1909年（明治42年）11月に開催された関西庭球大会では激戦の末ダブルスで優勝を飾った。1910年（明治43年）に同校を卒業して東京帝大工科大学へと進み、1913年（大正2年）に造家科（建築科）を卒業。渋沢栄一の紹介で清水組（清水建設）に入り、技師長・田辺淳吉の下で、田中実、西村好時、堀越三郎、小笹徳蔵らと共に技術部（設計部）に属した。1915年（大正4年）には有楽町の共保生命保険の木造建築を担当した他、郷里の血洗島にある諏訪神社に拝殿を建てたいという栄一の依頼を受け、後に名古屋帝国大学の初代総長となる渋沢元治工学博士と共にその設計に当たる。東京の人間ばかりでは地元の人の心が近づかないとし、鳶頭や棟梁には現地の人を採用し建築を進めた。1916年（大正5年）9月竣工。
1917年（大正6年）1月に満27歳で清水組を退職すると、田中長兵衛の田中鉱山株式会社に入社。八幡製鉄所に先駆け日本で初めて成功を収めた同社の釜石製鉄所（岩手県）に勤めた。翌1918年（大正7年）製鉄所所長・横山久太郎の養女・花子と結婚、横山家の婿養子となる。同年9月には釜石電燈の取締役に就任。この年の12月、30年以上にわたり釜石の地で製鉄所長を務めてきた養父・久太郎が体調を崩し、療養のため東京へ移る。所長の後任には技師長だった中大路氏道が就いた。1919年（大正8年）4月に釜石で大火が起こると、焼失した釜石電燈の社屋を虎雄が新たに設計。耐火性を考慮して煉瓦石造とした。施工は東京帝大時代に造家科の同窓だった二代目・戸田利兵衛（旧名・富田繁秋）が社長を務める東京の戸田組が行った。1920年（大正9年）5月からは前年の労働争議の煽りを受けて辞任した中大路に代わり、虎雄が釜石製鉄所の第3代所長を務める。次長（技師長）は高炉の鬼と呼ばれた中田義算であった。所長就任から半年、同年11月には当時庶務主任だった三鬼隆の発案とされる釜石の大運動会が開催。職員・工員にその家族も参加して大きな賑わいを見せたが、この件で中田の怒りを買った三鬼はわずか一年で東京の本店へ異動させられている。1920年（大正9年）10月には釜石活動写真株式会社が、1921年（大正10年）10月には三陸水産冷蔵株式会社がそれぞれ釜石町に設立され、虎雄はそれらの取締役にも就任。1922年（大正11年）3月には東京別宅で病気療養中だった養父・久太郎が亡くなった。
第一次大戦後の長引く不況のため虎雄の所長就任以前から田中鉱山の業績は厳しい状態が続いていたが、1924年（大正13年）3月についに経営破綻。釜石鉱山と製鉄所の経営権が田中家の手から離れ三井鉱山に移譲された。所長を退いた虎雄は東京へ移住。新体制下の釜石鉱山で監査役に選任され、1928年（昭和3年）7月まで同職を務めた。その後は麹町区丸ノ内の有楽館に横山建築事務所を開設。1930年（昭和5年）には関東大震災で倒壊した横浜市南区の西教寺本堂の再建を受けその設計を行う。施工は大林組で同年5月起工、翌年1931年（昭和6年）5月に竣工した。同建築は伝統的な浄土真宗的様式を踏まえつつ、コンクリートやガラスなどの近代的素材で造った点が評価されている。
1931年（昭和6年）10月、虎雄は42歳で三陸汽船の取締役に就任。1944年（昭和19年）に国策による戦時統合で三陸汽船が栗林商船に吸収合併された後は同社監査役を務めた。虎雄は多くの子に恵まれ、1953年（昭和28年）12月24日に満64歳で永眠。

## 家族・親族
- 渋沢長忠（六代宗助、実父）- 放蕩を続け、東ノ家が代々築いてきた財産の大半を一代で使い果たしたとされる。
- 渋沢長康（兄）- 六代宗助の長男。東京毛織物株式会社購買係長[注 14]。病弱のため弟の武が東ノ家七代目を継いだ[2]。
- 渋沢武（弟）- 六代宗助の三男。東京帝大法科を卒業後、三井物産石炭部を経て武州銀行に入る。入間川支店他の支配人を務め、後に同銀行の検査役[31][32]。妻の節子は衆議院議員・磯部保次の養女[33]。
- 澁澤龍彦（甥）- 1928年5月生まれ。武の長男であり本名は龍雄。作家として高丘親王航海記などで知られる。
- 渋沢栄一 - 虎雄の曾祖父である三代・渋沢宗助（徳厚）の甥に当たる[注 15]。
- 横山久太郎（養父）- 釜石製鉄所の初代所長。虎雄を婿養子とした。妻のモトは初代・田中長兵衛の二女。
- 二代目・田中長兵衛（伯父）- 養母・モトの実兄。田中鉱山社長。
- 横山長次郎（養兄）- 久太郎の長男で参松工業の創業者。日本で最初に酸糖化法によるブドウ糖生産の事業化に成功した。妻の勝は慶應義塾長を務めた小泉信三の妹[35]。
- 花子（妻）- 香蘭女学校卒業。日本橋本石町で鼈甲商・小間物商を営む金子傳八と妻・きち（モトの妹）の四女で、伯父である横山久太郎の養女となった[36]。1898年7月生まれ。
- 智子（長女）- 1919年6月生まれ。聖心女子学院卒業。田中虎之輔（田中銀之助の弟）の長男で、上智大商学部を出て富士観光の経理部長を務めた田中一之助（1911年生）に嫁ぐ[37][38]。
- 敏子（二女）- 1921年9月生まれ。聖心女子学院卒業。中大路氏道（釜石製鉄所第2代所長）の養子で、東京大学政治学科を卒業し仙台及び名古屋の陸運局長を経て首都高速道路公団理事を務めた中大路俊安（1912年生）[注 16][40]に嫁いだ。
- 横山壽雄（長男）- 1923年5月生まれ。麻布中学より慶應大を経て貿易商社の森村商事に入社。常務取締役を務めた[41]。
- 横山達雄（二男）- 1925年8月生まれ。麻布中学校出身。
- 横山照雄（三男）- 1927年5月生まれ。麻布中学校出身[23]。
- 横山忠雄（四男）- 1931年6月生まれ[38]。
- 染子（義姉）- 金子傳八の二女。虎雄が釜石製鉄所所長の時期に次長（技師長）を務めた中田義算（1880年生）に嫁いだが昭和初期に早世。
- 君子（義姉）- 金子傳八の三女。日本橋堺町の呉服太物商・小川専之助に嫁いだが、専之助は昭和9年に満43歳の若さで没した。